# マンハッタ
『マンハッタ (Manhatta)』（1921年）は、画家チャールズ・シーラーと写真家ポール・ストランドが監督した、短編のドキュメンタリー映画。シュルレアリスム映画の流れに位置付けられる作品とされ、実験映画とも、アメリカ合衆国最初のアバンギャルド（前衛）映画ともいわれる。

## 制作の背景
『マンハッタ』は、20世紀初頭のマンハッタンの姿を捉えたものである。都市を主題とし、65のショットから成るが、物語性は極めて希薄な構造をとっており、マンハッタンへ渡って来るフェリーの映像で始まり、スカイスクレイパーからの夕陽の眺めで終わる。映画のおもな主題は、写真と映画の関係を探求することにあり、カメラの動きは最小限に抑えられ、ここのショットの中で起こる出来事も最小限に抑えられている。ひとつひとつのフレームには、この都市の風景が映し出されており、これが注意深く配置された抽象的構成を成している。
『マンハッタ』は、画家チャールズ・シーラーと写真家ポール・ストランドの共同作品である。インタータイトルには、ウォルト・ホイットマンの言葉の抜粋も盛り込まれている。

## 保存状態
1995年、この作品は、「文化的に意義深い (culturally significant)」とアメリカ議会図書館から認定され、アメリカ国立フィルム登録簿に登録され、2005年10月にはDVDセット『Unseen Cinema: Early American Avant Garde Film 1894-1941』に修復の上で収録された。この映画の完全な修復は、2009年1月に、アーキビストのブルース・ポズナー (Bruce Posner) と修復業者ローリー・デジタルによって完成した。ボズナーは、4年近くの時間をかけて、この映画をオリジナルの輝かしい姿に復元した。ニューヨーク近代美術館とアンソロジー・フィルム・アーカイブスが、この作品のための新たな音楽を、ニューヨークの作曲家ドナルド・ソーシン (Donald Sosin) に委嘱した。